# Fedőneve: Pipő
A Fedőneve: Pipő (eredeti cím: Happily N'Ever After) 2007-ben bemutatott egész estés amerikai–német 3D-s számítógépes animációs film, amelyet Yvett Kaplan és Paul J. Bolger rendezett. A forgatókönyvet Rob Moreland és Douglas Langdale írta, a producere John H. Williams volt. A BAF Berlin Animation Film és az Lions Gate Entertainment készítette, a Lionsgate forgalmazta.
Amerikában 2007. január 5-én, Magyarországon 2007. május 10-én mutatták be a mozikban.

## Szereplők
| Szereplő            | Eredeti hang          | Magyar hang        |
| ------------------- | --------------------- | ------------------ |
| Pipő                | Sarah Michelle Gellar | Csondor Kata       |
| Rick                | Freddie Prinze Jr.    | Kaszás Gergő       |
| Mambo               | Andy Dick             | Jáksó László       |
| Muncsi              | Wallace Shawn         | Várkonyi András    |
| Frieda              | Sigourney Weaver      | Radó Denise        |
| Humperdink királyfi | Patrick Warburton     | Ganxsta Zolee      |
| Varázsló            | George Carlin         | Kézdy György       |
| Rumpelstiltskin     | Michael McShane       | Harsányi Gábor     |
| Tündérkeresztanya   | Lisa Kaplan           | Halász Aranka      |
| Alacsony szakács    | Philip Proctor        | Balázs Péter       |
| Közepes szakács     | Rob Paulsen           | Galkó Balázs       |
| Magas szakács       | Tom Kenny             | Faragó András      |
| III. törpe          | Tom Kenny             | Csuha Lajos        |
| Erős farkas         | Tom Kenny             | Tóth Zoltán        |
| Szóvívő             | Tom Kenny             | Szokol Péter       |
| Kövér farkas        | Jon Polito            | Papp János         |
| I. törpe            | John DiMaggio         | Papucsek Vilmos    |
| II. törpe           | John DiMaggio         | Németh Gábor       |
| Óriás               | John DiMaggio         | Ifj. Jászai László |
| Baba                | Kath Soucie           | (saját hangján)    |
| Piroska             | Kath Soucie           | Galiotti Barbara   |
| I. mostohanővér     | Kath Soucie           | Kokas Piroska      |
| II. mostohanővér    | Jill Talley           | Simonyi Piroska    |
| Sovány boszorkány   | Jill Talley           | ?                  |
| Baba anyja          | Jill Talley           | ?                  |
| Kövér boszorkány    | Tress MacNeille       | Némedi Mari        |

További magyar hangok: Gyurity István, Illyés Mari, Kapácsy Miklós, Kisfalusi Lehel, Salinger Gábor, Seder Gábor

## Televíziós megjelenések
- Film+, Film+ 2
- Viasat 3, Story4